# 左大都尉
左大都尉，是古代匈奴官号，與右大都尉相對，低於右大將，高於右大都尉，为二十四長之一。匈奴二十四长，居第七位。
左大都尉驻匈奴东部，右大都尉驻西部。分别统军，指挥作战，为匈奴二十四个“萬騎长”之一。其下置千长、百长、什长、裨小王、相封、都尉、当户、且渠等属官。
- 兒单于時，左大都尉欲杀单于，被发觉，单于將他诛殺。
- 且鞮侯单于即位前為左大都尉。
- 左大都尉 (且鞮侯单于之子)